# 37e cérémonie des Filmfare Awards
La 37e cérémonie des Filmfare Awards s'est déroulée le 25 avril 1992 à Bombay en Inde.

## Palmarès
| Catégorie                                     | Lauréat                                                                                               |
| --------------------------------------------- | --- |
| Meilleur film                                 | Lamhe - produit et réalisé par Yash Chopra - avec Anil Kapoor, Sridevi, Waheeda Rehman et Anupam Kher |
| Meilleur réalisateur                          | Subhash Ghai (Saudagar)                                                                               |
| Meilleur acteur                               | Amitabh Bachchan (Hum)                                                                                |
| Meilleure actrice                             | Sridevi (Lamhe)                                                                                       |
| Meilleur acteur dans un second rôle           | Danny Denzongpa (Sanam Bewafa)                                                                        |
| Meilleure actrice dans un second rôle         | Farida Jalal (Henna)                                                                                  |
| Meilleure prestation dans un rôle comique     | Anupam Kher (Lamhe)                                                                                   |
| Meilleure performance dans un rôle de méchant | Sadashiv Amrapurkar (Sadak)                                                                           |
| Meilleur espoir                               | Ajay Devgan                                                                                           |
| Meilleur compositeur                          | Nadeem - Shravan (Saajan)                                                                             |
| Meilleur parolier                             | Sampooran Singh Gulzar pour « Yaara Seeli Seeli » (Lekin)                                             |
| Meilleur chanteur de playback                 | Kumar Sanu pour « Mera Dil Bhi » (Saajan)                                                             |
| Meilleure chanteuse de playback               | Anuradha Paudwal pour « Dil Hai Ki Manta Nahin » (Dil Hai Ki Manta Nahin)                             |
| Meilleure histoire                            | Honey Irani (Lamhe)                                                                                   |
| Meilleur scénario                             | - |
| Meilleurs dialogues                           | - |
| Meilleure photographie                        | Radhu Karmakar (Henna)                                                                                |
| Meilleure direction artistique                | R. Verman Shetty (Hum)                                                                                |
| Meilleure chorégraphie                        | Chinni Prakash pour « Jumma Chumma » (Hum)                                                            |
| Meilleur son                                  | - |
| Meilleur montage                              | Gurudutt Shirali (Saudagar)                                                                           |

## Récompenses spéciales
- Lux Face : Raveena Tandon

## Récompenses des critiques
| Catégorie            | Lauréat            |
| -------------------- | ------------------ |
| Meilleur film        | Diksha d'Arun Kaul |
| Meilleure prestation | -                  |